# Henry Lee
Henry H. Lee (1887, data de morte desconhecida) foi um ciclista britânico. Representou o Reino Unido em duas edições dos Jogos Olímpicos, em 1920, em Antuérpia e em 1924, em Paris.